# Elettrojoyce
(L'Evoluzione naturale dei pesci, 2000)
Gli Elettrojoyce sono stati un gruppo musicale rock italiano nato a Roma nel 1993. Il gruppo si è sostanzialmente sciolto nel 2000. Filippo Gatti, leader e voce della band, ha proseguito l'attività con una carriera solista. I restanti membri del gruppo hanno proseguito l'attività sotto il nome di E42.

## Storia del gruppo
Gli Elettrojoyce, il cui nome deriva dall'insegna dell'officina di un elettrauto romano di via James Joyce, nascono a Roma nel 1993. Propongono un rock d'autore nel quale l'attenzione per i testi è unita ad una struttura musicale che, pur risentendo di influenze molto varie, dai Joy Division a Paolo Conte, rimane riconducibile alla tradizionale forma canzone. Iniziano la loro esperienza nel novembre 1994, incidendo un nastro intitolato Fumo. Tra il 1995 e il 1996 preparano il primo album, Elettrojoyce, che esce nel novembre del 1996 e di cui vanno esaurite due ristampe. Nel 1997 vincono manifestazioni come Enzimi, Arezzo Wave e Scena Aperta, e vengono votati dal mensile Rockstar tra le dieci band rivelazione dell'anno. Il nuovo singolo Girasole (non in commercio) è considerato tra i migliori singoli italiani dal mensile Raro. Si intensifica l'attività dal vivo e la band suona, tra gli altri, insieme a Cornershop, Grandaddy e Scisma. Il video del brano Balena, contenuto nel loro primo disco, è tra i dieci finalisti del festival Adriatico Cinema con la giuria di Musica de La Repubblica e MTV. Nel 1998 avviene l'incontro con la Epic (Sony Music), per la quale durante l'estate registrano il secondo disco uscito nel febbraio 1999, di nuovo intitolato Elettrojoyce (2°). La stampa specializzata accoglie il lavoro come tra i migliori del momento: si parla di poetica elettrica e di capolavoro. Nel frattempo il gruppo ha suonato molto dal vivo e si impone all'attenzione nazionale per la partecipazione al Concerto del Primo Maggio del 1999, in Piazza San Giovanni a Roma. Nel 2000 giunge il momento del terzo e attesissimo lavoro, Illumina. Trainato dalla potenza e dalla melodia del singolo L'evoluzione dei pesci, il disco è, secondo il leader del progetto Filippo Gatti, spirituale e intimo, ma non privato. Una produzione tecnologicamente avanzata per miscelare i suoni e gli strumenti più classici del rock e della canzone moderna. Il gruppo si è sostanzialmente sciolto nel 2000. Filippo Gatti ha proseguito l'attività con una carriera solista. I restanti membri del gruppo hanno proseguito l'attività sotto il nome di E42.

## Discografia

### Album in studio
- 1996 - Elettrojoyce (Ubik Musik)
- 1998 - Elettrojoyce (Epic - Sony BMG)
- 2000 - Illumina (2000) (Epic - Sony BMG) (senza Andrea Salvati)

### Singoli
- 1998 - Girasole, (promo autoprodotto).
- 1998 - Licenziare (Epic - Sony BMG)
- 2000 - L'Evoluzione Dei Pesci (Epic - Sony BMG)

## Videografia
- 1996 - Balena
- 1999 - Licenziare
- 1999 - Segnali

## Formazione
- Filippo Gatti
- Andrea Salvati
- Stefano Romiti
- Fabrizio D'Armini